# 모나리자 (기업)
주식회사 모나리자는 1977년에 설립된 대한민국의 화장지를 생산하는 기업 및 브랜드이다.

## 역사 및 현황
2024년에 인도네시아의 제지회사인 아시아펄프앤페이퍼(APP)에 매각되었다.

## 같이 보기
- 유한킴벌리
- 깨끗한나라
- 삼정펄프